# Marathon van Milaan 2014
De Marathon van Milaan 2014 vond plaats op 6 april 2014. Het was de veertiende editie van deze marathon. 
De wedstrijd werd bij de mannen gewonnen door de Keniaan Francis Kiprop in 2:08.53. Bij de vrouwen streek zijn landgenote Visiline Jepkesho met de hoogste eer. Met een tijd van 2:28.40 finishte zij met een voorsprong van bijna zes minuten op de eveneens Keniaanse Monica Jepkoech. 
Het evenement was gesponsord door Suissegas.

## Wedstrijd
Mannen
| rang   | naam                 | land | tijd    |
| ------ | -------------------- | ---- | ------- |
| Goud   | Francis Kiprop       | KEN  | 2:08.53 |
| Zilver | Stephen Kipkemei Tum | KEN  | 2:10.41 |
| Brons  | Ghebre Kibrom        | ERI  | 2:11.12 |
| 4      | Ihor Olefirenko      | UKR  | 2:13.10 |
| 5      | Daniel Too           | KEN  | 2:15.13 |
| 6      | Danili Goffi         | KEN  | 2:17.20 |
| 7      | Mitja Kosovelj       | SLO  | 2:18.23 |
| 8      | Joash Kipkoech Mutai | KEN  | 2:18.41 |
| 9      | Debebe Tolossa Wolde | ETH  | 2:18.43 |
| 10     | Rene Cuneaz          | ITA  | 2:20.03 |

Vrouwen
| rang   | naam                   | land | tijd    |
| ------ | ---------------------- | ---- | ------- |
| Goud   | Visiline Jepkesho      | KEN  | 2:28.40 |
| Zilver | Monica Jepkoech        | KEN  | 2:34.49 |
| Brons  | Megertu Tafa Megersa   | ETH  | 2:35.41 |
| 4      | Tsegaye Beyene         | ETH  | 2:36.23 |
| 5      | Charlotte Karlsson     | SWE  | 2:42.48 |
| 6      | Claudia Gelsomino      | ITA  | 2:51.22 |
| 7      | Franca Maria Chiorazzo | ITA  | 2:54.28 |
| 8      | Tatiana Betta          | ITA  | 2:55.22 |
| 9      | Lorenza Banchetti      | ITA  | 3:02.46 |
| 10     | Katarzyna Kuzminska    | POL  | 3:03.02 |

2000 ·
2001 ·
2002 ·
2003 ·
2004 ·
2005 ·
2006 ·
2007 ·
2008 ·
2009 ·
2010 ·
2011 ·
2012 ·
2013 ·
2014 ·
2015 ·
2016 ·
2017